# Lista planetelor minore: 233001–234000
Aceasta este lista planetelor minore cu numerele 233001–234000.

## 233001–233100
| Denumire | Denumire provizorie | Data descoperirii | Locul descoperirii | Descoperitor(i)     |
| -------- | ------------------- | ----------------- | ------------------ | ------------------- |
| 233001 - | 2005 EF184          | 9 martie 2005     | Mount Lemmon       | Mount Lemmon Survey |
| 233002 - | 2005 EJ185          | 9 martie 2005     | Siding Spring      | SSS                 |
| 233006 - | 2005 EY203          | 11 martie 2005    | Kitt Peak          | Spacewatch          |
| 233007 - | 2005 EE206          | 13 martie 2005    | Catalina           | CSS                 |
| 233011 - | 2005 EX213          | 7 martie 2005     | Socorro            | LINEAR              |
| 233030 - | 2005 EC284          | 11 martie 2005    | Anderson Mesa      | LONEOS              |
| 233040 - | 2005 GC19           | 2 aprilie 2005    | Palomar            | NEAT                |
| 233044 - | 2005 GF33           | 4 aprilie 2005    | Črni Vrh           | Črni Vrh            |
| 233078 - | 2005 NF63           | 13 iulie 2005     | Mayhill            | A. Lowe             |
| 233082 - | 2005 QX74           | 24 august 2005    | Kingsnake          | J. V. McClusky      |

## 233101–233200
| Denumire | Denumire provizorie | Data descoperirii  | Locul descoperirii | Descoperitor(i) |
| -------- | ------------------- | ------------------ | ------------------ | --------------- |
| 233108 - | 2005 SG134          | 30 septembrie 2005 | Calvin-Rehoboth    | L. A. Molnar    |
| 233166 - | 2005 UF508          | 24 octombrie 2005  | Mauna Kea          | D. J. Tholen    |

## 233201–233300
| Denumire | Denumire provizorie | Data descoperirii | Locul descoperirii   | Descoperitor(i) |
| -------- | ------------------- | ----------------- | -------------------- | --------------- |
| 233206 - | 2005 XJ27           | 5 decembrie 2005  | Junk Bond            | D. Healy        |
| 233214 - | 2005 XT110          | 1 decembrie 2005  | Kitt Peak            | M. W. Buie      |
| 233217 - | 2005 YM             | 20 decembrie 2005 | Calvin-Rehoboth      | Calvin College  |
| 233228 - | 2005 YW38           | 22 decembrie 2005 | Cordell-Lorenz       | Cordell-Lorenz  |
| 233292 - | 2006 BV             | 19 ianuarie 2006  | Vallemare di Borbona | V. S. Casulli   |
| 233300 - | 2006 BS29           | 23 ianuarie 2006  | Nyukasa              | Nyukasa         |

## 233301–233400
| Denumire         | Denumire provizorie | Data descoperirii | Locul descoperirii | Descoperitor(i)  |
| ---------------- | ------------------- | ----------------- | ------------------ | ---------------- |
| 233332 -         | 2006 CS10           | 8 februarie 2006  | Wrightwood         | J. W. Young      |
| 233339 -         | 2006 DT             | 20 februarie 2006 | Marly              | Observatory Naef |
| 233383 Assisneto | 2006 EP             | 4 martie 2006     | Nogales            | J.-C. Merlin     |

## 233401–233500
| Denumire         | Denumire provizorie | Data descoperirii | Locul descoperirii | Descoperitor(i)       |
| ---------------- | ------------------- | ----------------- | ------------------ | --------------------- |
| 233413 -         | 2006 GH38           | 2 aprilie 2006    | Jarnac             | Jarnac                |
| 233435 -         | 2006 HK58           | 30 aprilie 2006   | Kanab              | E. E. Sheridan        |
| 233472 Moorcroft | 2006 KB143          | 25 mai 2006       | Mauna Kea          | P. A. Wiegert         |
| 233486 -         | 2006 UF1            | 16 octombrie 2006 | Piszkéstető        | K. Sárneczky, Z. Kuli |
| 233488 -         | 2006 YG             | 16 decembrie 2006 | Vicques            | M. Ory                |

## 233501–233600
| Denumire        | Denumire provizorie | Data descoperirii  | Locul descoperirii | Descoperitor(i)          |
| --------------- | ------------------- | ------------------ | ------------------ | ------------------------ |
| 233543 -        | 2007 JJ21           | 12 mai 2007        | Tiki               | S. F. Hönig, N. Teamo    |
| 233544 -        | 2007 JY22           | 11 mai 2007        | Lulin Observatory  | LUSS                     |
| 233547 Luxun    | 2007 JR27           | 9 mai 2007         | Lulin Observatory  | Q.-z. Ye, C.-Y. Shih     |
| 233555 -        | 2007 NT3            | 12 iulie 2007      | Reedy Creek        | J. Broughton             |
| 233559 Pizzetti | 2007 PJ             | 4 august 2007      | Lumezzane          | W. Marinello, M. Micheli |
| 233561 -        | 2007 PZ1            | 6 august 2007      | Tiki               | N. Teamo, J.-C. Pelle    |
| 233577 -        | 2007 QU1            | 17 august 2007     | Bisei SG Center    | BATTeRS                  |
| 233578 -        | 2007 QK5            | 16 august 2007     | XuYi               | PMO NEO Survey Program   |
| 233592 -        | 2007 RT109          | 11 septembrie 2007 | Eskridge           | G. Hug                   |
| 233596 -        | 2007 RY134          | 12 septembrie 2007 | Goodricke-Pigott   | R. A. Tucker             |

## 233601–233700
| Denumire      | Denumire provizorie | Data descoperirii      | Locul descoperirii | Descoperitor(i)       |
| ------------- | ------------------- | ---------------------- | ------------------ | --------------------- |
| 233609 -      | 2007 TV6            | 6 octombrie 2007 10 06 | La Sagra           | OAM                   |
| 233645 -      | 2008 OO10           | 28 iulie 2008          | Hibiscus           | S. F. Hönig, N. Teamo |
| 233653 Rether | 2008 QR             | 23 august 2008         | Wildberg           | R. Apitzsch           |
| 233654 -      | 2008 QV2            | 24 august 2008         | Marly              | P. Kocher             |
| 233660 -      | 2008 QR32           | 27 august 2008         | Pises              | Pises                 |
| 233661 Alytus | 2008 QZ32           | 31 august 2008         | Moletai            | K. Černis, E. Černis  |

## 233701–233800
| Denumire      | Denumire provizorie | Data descoperirii  | Locul descoperirii | Descoperitor(i) |
| ------------- | ------------------- | ------------------ | ------------------ | --------------- |
| 233707 Alfons | 2008 SA83           | 26 septembrie 2008 | Wildberg           | R. Apitzsch     |
| 233722 -      | 2008 SY151          | 30 septembrie 2008 | Sandlot            | G. Hug          |
| 233785 -      | 2008 UA4            | 23 octombrie 2008  | Bergisch Gladbach  | W. Bickel       |
| 233798 -      | 2008 US94           | 28 octombrie 2008  | Kachina            | J. Hobart       |

## 233801–233900
| Denumire           | Denumire provizorie | Data descoperirii | Locul descoperirii | Descoperitor(i) |
| ------------------ | ------------------- | ----------------- | ------------------ | --------------- |
| 233880 Urbanpriol  | 2008 WF93           | 26 noiembrie 2008 | Wildberg           | R. Apitzsch     |
| 233893 Honthyhanna | 2008 YW5            | 21 decembrie 2008 | Piszkéstető        | K. Sárneczky    |

## 233901–234000
| Denumire        | Denumire provizorie | Data descoperirii  | Locul descoperirii | Descoperitor(i)                                        |
| --------------- | ------------------- | ------------------ | ------------------ | ------------------------------------------------------ |
| 233925 -        | 2009 UL2            | 18 octombrie 2009  | Tzec Maun          | F. Tozzi                                               |
| 233939 -        | 2009 VR58           | 15 noiembrie 2009  | Sierra Stars       | W. G. Dillon, D. Wells                                 |
| 233943 Falera   | 2008 YW5            | 21 decembrie 2008  | Falera             | J. De Queiroz                                          |
| 233951 -        | 2009 XJ             | 7 decembrie 2009   | Pla D'Arguines     | R. Ferrando                                            |
| 233960          | 2010 AX2            | 7 ianuarie 2010    | Mayhill            | A. Lowe                                                |
| 233967 Vierkant | 2010 BN4            | 24 ianuarie 2010   | Sierra Stars       | R. Kracht                                              |
| 233968          | 3021 T-2            | 30 septembrie 1973 | Palomar            | C. J. van Houten, I. van Houten-Groeneveld, T. Gehrels |
| 233969 -        | 1979 OK9            | 24 iulie 1979      | Siding Spring      | S. J. Bus                                              |
| 233972          | 1992 PZ5            | 3 august 1992      | Palomar            | H. E. Holt                                             |
| 233973 -        | 1993 FX4            | 17 martie 1993     | La Silla           | UESAC                                                  |
| 234000 -        | 1996 XP13           | 8 decembrie 1996   | Oizumi             | T. Kobayashi                                           |